# 爱德华·约翰·艾尔
爱德华·约翰·艾尔（英語：Edward John Eyre，1815年8月5日—1901年11月30日）是一名英国探险家，殖民地官员。出生于英格兰貝德福郡，17岁时移民到澳大利亚悉尼，从事饲养和贩卖牛、羊的生意。其最初探险的目的可能就是为了寻找更好的放牧地点。他参与组织了在澳大利亚南部的多次探险活动，发现了托伦斯湖和艾尔湖，考察了艾尔半岛，横穿了纳拉伯平原。后来曾在新西兰和牙买加等地殖民政府中任职。